# جنکوویزنا
جنکوویزنا (به لهستانی:  Dziękowizna) یک روستا در لهستان است که در گمینا مینگسک مازوویتسکی واقع شده‌است.